# Ємелєєв Ігор Сергійович
Ігор Сергійович Ємелєєв (рос. Игорь Сергеевич Емелеев; 7 березня 1981, м. Ярославль, СРСР) — російський хокеїст, центральний нападник. Виступає за «Сєвєрсталь» (Череповець) у Континентальній хокейній лізі. 
Вихованець хокейної школи «Локомотив» (Ярославль). Виступав за ЦСКА-2 (Москва), ЦСКА (Москва), СКА (Санкт-Петербург), «Металург» (Магнітогорськ), «Динамо» (Москва), «Нафтохімік» (Нижньокамськ), «Югра» (Ханти-Мансійськ).
У складі національної збірної Росії учасник чемпіонату світу 2006 (7 матчів, 1+2).